# Ланцов, Виктор Александрович
Виктор Александрович Ланцов (род. 5 октября 1955, Магнитогорск) — российский тренер по боксу. Тренер боксёрской секции ЦСКА в Самаре, личный тренер таких известных российских боксёров как Александр Алексеев, Василий Веткин, Наталья Смирнова и др. Заслуженный тренер России.

## Биография
Виктор Ланцов родился 5 мая 1955 года в городе Магнитогорске Челябинской области. Активно заниматься боксом начал в возрасте пятнадцати лет в 1970 году. В период 1975—1979 годов проходил обучение в Магнитогорском государственном педагогическом институте (ныне Магнитогорский государственный университет).
В 1979 году был призван в ряды Вооружённых Сил СССР, проходил службу в Куйбышеве в Спортивном клубе армии вместе с известным советским боксёром Василием Шишовым. По окончании срока службы остался в городе в качестве тренера по боксу.
В 1995—1997 годах Ланцов занимал должность директора самарской спортивной школы «Ринг», начиная с 2000 года работает тренером в боксёрской секции при Министерстве обороны РФ (ЦСКА) в Самаре.
За долгие годы тренерской работы подготовил многих титулованных боксёров, добившихся успеха на международной арене. Один из самых известных его учеников — заслуженный мастер спорта Александр Алексеев, чемпион Европы и мира, трёхкратный чемпион России, участник летних Олимпийских игр в Афинах, позже сделавший успешную карьеру на профессиональном ринге. Другой его воспитанник — мастер спорта международного класса Василий Веткин, чемпион Европы среди юниоров и молодёжи, двукратный чемпион России, участник юношеских Олимпийских игр в Сингапуре и Европейских игр в Баку. Под руководством Ланцова тренировалась мастер спорта международного класса Наталья Смирнова, победительница российских и европейских первенств, успешно выступавшая среди профессионалов. За выдающиеся успехи на тренерском поприще Виктор Ланцов был удостоен почётного звания «Заслуженный тренер России».
В 1999 году 6 января у Виктора Александровича родилась дочь - Ланцова Анастасия Викторовна. На данный момент Виктор с семьей проживает в городе Самара и продолжает активно тренировать и участвовать в соревновательной деятельности. 